# Tony Toklomety
Tony Stanislas Toklomety, né le 3 mars 1984 à Cotonou, est un ancien footballeur international béninois.

## Biographie

### Carrière en club
Toklomety commence sa carrière de footballeur professionnel en jouant pour le Maccabi Netanya FC, un club de football israélien de premier plan. Il joué ensuite pour Postel Sport et MŠK Žilina.

#### Controverse et libération
Pendant son séjour au Maccabi Netanya FC, Toklomety se retrouve au centre de la controverse. Les médias israéliens l'accusent d'avoir falsifié son année de naissance sur son passeport, alléguant qu'il avait déformé son âge. Cependant, aucune preuve concrète n'est jamais présentée pour étayer ces affirmations. Néanmoins, l'attention négative entourant la situation conduit finalement à la décision de Netanya de le libérer de son contrat.

### Carrière internationale
Toklomety représente fièrement l'équipe nationale béninoise. Il fait partie de l'équipe béninoise qui participe à la Coupe d'Afrique des nations de football 2004. Malheureusement, l'équipe ne réussit pas à se qualifier pour les quarts de finale, terminant en bas de son groupe au premier tour de la compétition.

## Connexions familiales
Le fils de Tony Toklomety, Idan Gorno, a également poursuivi une carrière dans le football. Idan, qui est né en Israël, joue actuellement pour le Maccabi Petah Tikva et représente l'équipe d'Israël des moins de 20 ans de football.

## Toklomati: le documentaire
En 2018, un film documentaire intitulé "Toklomati" est sorti, mettant en lumière les expériences de Tony Toklomety en jouant en Israël et son parcours ultérieur pour devenir citoyen israélien afin de se rapprocher de son fils. Le film explore les défis et les réalisations que Toklomety a rencontrés sur et en dehors du terrain. "Toklomati" a été reconnu et accepté dans de prestigieux festivals de cinéma, dont le Festival international du film de Jérusalem et le Festival international du film de Chicago,,.